# Exochus vafer
Exochus vafer är en stekelart som beskrevs av Holmgren 1873. Exochus vafer ingår i släktet Exochus och familjen brokparasitsteklar. Arten är reproducerande i Sverige. Inga underarter finns listade i Catalogue of Life.